# Light and Matter
Light and Matter est une œuvre de musique de chambre pour violon, violoncelle et piano de la compositrice Kaija Saariaho datant de 2014

## Contexte et création
Light and matter est une commande de l'Aeolian Chamber Players, de la Bibliothèque du Congrès, du Britten Sinfonia et du Norrbotten NEO. L'œuvre est créée le 30 juillet 2014 au Studzinski Recital Hall du Bowdoin College lors du Bowdoin International Music Festival. Elle est créée par Jennifer Koh au violon, Nicholas Canellakis (en) au violoncelle et Benjamin Hochman au piano.